# PenSam Bank
|  | Sammenskrivningsforslag Artiklen PenSam Bank er foreslået føjet ind i PenSam. (Siden december 2018) Diskutér forslaget |

PenSam Bank er en bank, som blev oprettet i 1990, og har siden da drevet bankvirksomhed i Danmark Banken fungerer i dag som en internetbank. PenSam Bank er en del af PenSam Holding A/S, som er PenSam Banks moderselskab.
PenSam Bank specialiserer sig i lån, kreditter, opsparing og pension. Bank er ikke PenSams primære fokus, da selskabet er skabt efter fire pensionsselskaber gik sammen i 1985. Pensionsdelen af PenSam har rødder helt tilbage i 1966.
Adm. direktør hos PenSam Bank har siden 01.01.2013 været Torsten Fels, som også er direktør i PenSam Liv forsikringsaktieselskab, PenSam Forsikring A/S, PenSam Holding A/S og Pensionskassen PenSam.